# Aljašský záliv
Aljašský záliv (anglicky Gulf of Alaska) je záliv Tichého oceánu ležící u jižního pobřeží Aljašky od Aljašského poloostrova a Kodiaku na západě až k Alexandrovu souostroví, Ledovcové zátoce a trase Inside Passage na východě. Na jeho členitém pobřeží se střídají lesy, skály a ledovce.
Mezinárodní hydrografická organizace (IHO) definuje jeho hranice následovně:

Na severu: Pobřeží Aljašky. 

Na jihu: Linie spojující Cape Spencer (58°12′ s. š., 136°39′ z. d.), severní hranici „pobřežních vod jihovýchodní Aljašky a Britské Kolumbie“, s Kabuch Point (54°48′ s. š., 163°21′ z. d.), jihovýchodní hranici Beringova moře, v tomto ohledu jsou všechny hraniční ostrovy součástí Aljašského zálivu.

K větším ostrovům Aljašského zálivu patří ostrov Kodiak, který od pevniny odděluje Shelikof Strait, a Montague Island. K větším poloostrovům patří poloostrov Kenai, který do zálivu vybíhá ze severu. K větším zálivům patří Cook Inlet a Prince William Sound.